# Maike Greine
Maike Greine (* 14. Januar 1987 in Salzkotten) ist eine deutsche Reporterin, Event-, Radio- und Fernsehmoderatorin.

## Leben
Greine wuchs im Kreis Paderborn auf, wo sie 2006 am Wirtschaftsgymnasium des Ludwig-Erhard-Berufskollegs Paderborn ihr Wirtschaftsabitur ablegte. Bis zur Aufnahme des Studiums der Volkswirtschaft an der FU Berlin 2006 war sie als Projektassistentin im Zentrum für Handel und Wirtschaft der Irischen Botschaft in Wien tätig.
2008 wechselte Greine an die Zeppelin Universität in Friedrichshafen und schloss dort 2012 ihr Studium in Corporate Management & Economics (Minor Communication- and Cultural Management) mit dem Bachelor of Arts (B. A.) ab. Während ihres Studiums war Greine als Moderatorin für den Onlineradiosender Welle20 tätig. Als Studentin kam sie als Reporterin zum reichweitenstarken WDR-Sender 1LIVE mit 3,1 Millionen täglichen Zuhörern.
Greine war als Reporterin und Autorin für verschiedene Formate der Radiosender WDR2, WDR5 und Deutschlandradio tätig. Seit 2015 gehört Maike Greine dem festen Moderatorenstamm von 1LIVE an.
2014 wurde Maike Greine Reporterin des TV-Infotainment-Magazins Galileo (ProSieben). Die teils kontroversen Themen ihrer soziokulturellen Galileo-Reportagen reichen vom Erleben des Alltags in psychiatrischen Kliniken, der Glaubensgemeinschaft der Zeugen Jehovas und freikirchlicher Gemeinden über die Bundeswehr bis hin zu dem Besuch von Slums und Krisenregionen weltweit. Besondere Aufmerksamkeit erreichten ihre Reportagen über die Elektronikschrottverarbeitung in Agbogbloshie (Ghana) sowie über die politische Krisensituation in Venezuela und über die Thematik Waffengewalt in den USA.
Maike Greine ist eine gefragte Event-Moderatorin im Bereich Wirtschaft und Politik (u. a. IHK, Wirtschaftsministerium NRW, BZgA, Bundeszentrale für politische Bildung (bpb)). Im August 2018 moderierte Greine die Sonderaudienz von Papst Franziskus anlässlich der Internationalen Messdienerwallfahrt auf dem Petersplatz in Rom vor 100.000 Zuschauern.
Von 2013 bis 2016 trat Maike Greine als StandUp-Comedienne auf. Neben regelmäßigen Auftritten bei Nightwash (WDR) gehörte sie zum Ensemble des Quatsch Comedy Clubs in Berlin und Hamburg und war in diversen TV-Formaten zu sehen.
Maike Greine lebt in Köln.

## Filmografie (Auszug)
- Galileo Spezial – Waffenland USA[9]
- Galileo – Maike in der Hölle von Agbogbloshie/Ghana[7]
- Galileo – Maike bei den Zeugen Jehovas[14]
- Galileo – Maike bei den Mosuo Frauen in China[15]
- Galileo – Maike im Krisenstaat Venezuela[8]
- Galileo – Maike und die Paparazzi in Hollywood[16]
- Galileo – Der Alltag im Jugendgefängnis[17]
- Galileo – Das Luxusinternat Le Rosey[18]
- Galileo – Rich Kids of Instagram[19]
- Galileo – Maike bei den Amish-People[20]
- Galileo – Maike auf ihrer Fake-Beerdigung in Seoul[21]